# Ploceus
Ploceus är ett stort fågelsläkte i familjen vävare inom ordningen tättingar: Släktet är med sina 65 till 66 arter ett av fågelvärldens största sett till antalet arter. Arterna i Ploceus förekommer i Afrika söder om Sahara, på Madagaskar samt i Asien från Pakistan till Java:
- Baglafechtvävare (P. baglafecht)
- Bamendavävare (P. bannermani)
- Kamerunvävare (P. batesi)
- Batékévävare (P. nigrimentus)
- Saffranskronad vävare (P. bertrandi)
- Smalnäbbad vävare (P. pelzelni)
- Loangovävare (P. subpersonatus)
- Dvärgvävare (P. luteolus)
- Glasögonvävare (P. ocularis)
- Svartnackad vävare (P. nigricollis)
- Olivnackad vävare (P. brachypterus)
- Albertinevävare (P. alienus)
- Svartbukig vävare (P. melanogaster)
- Kapvävare (P. capensis)
- Angolavävare (P. temporalis)
- Guldvävare (P. subaureus)
- Saffransvävare (P. xanthops)
- Orange vävare (P. aurantius)
- Västlig maskvävare (P. heuglini)
- Palmvävare (P. bojeri)
- Tavetavävare (P. castaneiceps)
- Príncipevävare (P. princeps)
- Victoriavävare (P. castanops)
- Brunstrupig vävare (P. xanthopterus)
- Kilomberovävare (P. burnieri)
- Rödahavsvävare (P. galbula)
- Nordlig maskvävare (P. taeniopterus)
- Mindre maskvävare (P. intermedius)
- Sydlig maskvävare (P. velatus)
- Katangavävare (P. katangae)
- Lufiravävare (P. ruweti)
- Tanzaniavävare (P. reichardi)
- Sahelvävare (P. vitellinus)
- Höglandsvävare (P. spekei)
- Ugandavävare (P. spekeoides)
- Byvävare (P. cucullatus)
- Jättevävare (P. grandis)
- Svartvävare (P. nigerrimus)
- Kastanjeryggig vävare (P. castaneofuscus)
- Brunsidig vävare (P. weynsi)
- Sokokevävare (P. golandi)
- Jubavävare (P. dichrocephalus)
- Svarthuvad vävare (P. melanocephalus)
- Gulryggig vävare (P. jacksoni)
- Kanelvävare (P. badius)
- Kastanjevävare (P. rubiginosus)
- Iturivävare (P. aureonucha)
- Trefärgad vävare (P. tricolor)
- Kolvävare (P. albinucha)
- Halsbandsvävare (P. nelicourvi)
- Sakalavavävare (P. sakalava)
- Risvävare (P. hypoxanthus)
- Bengalvävare (P. benghalensis)
- Streckad vävare (P. manyar)
- Bayavävare (P. philippinus)
- Teraivävare (P. megarhynchus)
- Skogsvävare (P. bicolor)
- Diademvävare (P. preussi)
- Guldkronad vävare (P. dorsomaculatus)
- Olivhuvad vävare (P. olivaceiceps)
- Usambaravävare (P. nicolli)
- Brunkronad vävare (P. insignis)
- Miombovävare (P. angolensis)
- Sãotomévävare (P. sanctithomae)
- Gulbent vävare (P. flavipes)

Kompakt vävare (Pachyphantes superciliosus) inkluderas ofta också i släktet. DNA-studier visar att Ploceus är parafyletiskt visavi Malimbus och Anaplectes. Detta har dock ännu inte lett till några taxonomiska förändringar. 